# Margareta Olofsdotter
Margareta Olofsdotter eller Marketta Ollintytär, död 1655, var en finländare som avrättades för häxeri. 
Hon var verksam som naturläkare, eller klok gumma. Det sades att hon brukade överföra sina patienters sjukdomar till sig själv. Hon anmäldes för trolldom av prästen Jakob Brenner, och ställdes inför rätta i Kronoby. Hon anklagades inte för att ha orsakat någons död, vilket annars var det vanliga, och gjorde hennes fall speciellt i Finland, där de som avrättades för häxeri normalt dömdes för att ha dödat eller skadat någon genom trolldom. Hon dömdes till döden för trolldom den 17 februari 1655. 
Vid sin avrättning såg hon sig omkring på de som kommit för att titta på, och då hon lade huvudet på stupstocken sade hon: "Låt inte denna synd dö med mig". Hon angav därefter flera av de närvarande kvinnorna för trolldom, bland dem Agnes Larsdotter, som Margareta kallade för en "arg trollkona" som hade förgjort Anna Hansdotter och en bonde. Det ledde vidare till processen mot Agnes Larsdotter. 
Österbotten var en trakt med ovanligt många häxprocesser i Finland: under 1650-talet hölls där femtio processer mot tjugo i övriga Finland, och tjugo av dess ägde rum i Pedersöre socken.